# Solvay (Nueva York)
Solvay es una villa ubicada en el condado de  Onondaga en el estado estadounidense de Nueva York. En el año 2000 tenía una población de 6,423 habitantes y una densidad poblacional de 1,608 personas por km².

## Geografía
Solvay se encuentra ubicada en las coordenadas 43°3′26″N 76°12′53″O / 43.05722, -76.21472.

## Demografía
Según la Oficina del Censo en 2000 los ingresos medios por hogar en la localidad eran de $34,084, y los ingresos medios por familia eran $40,057. Los hombres tenían unos ingresos medios de $34,045 frente a los $23,822 para las mujeres. La renta per cápita para la localidad era de $19,441. Alrededor del 12% de la población estaban por debajo del umbral de pobreza.